# Discokeryx
Discokeryx es un género extinto de artiodáctilos, pariente de las jirafas  y okapis actuales. Vivió durante el Mioceno temprano. Se han hallado sus restos fósiles en la Formación Halamagai del norte de China.

## Descripción
Discokeryx tenía un cráneo de huesos gruesos, coronado por un tocado en forma de disco, vértebras cervicales con centros engrosados y las articulaciones de cabeza y cuello más complicadas de cualquier mamífero conocido en el momento de su descubrimiento. Son adaptaciones para la lucha a cabezazos entre los machos, similar a las de los carneros actuales, y a los golpes de cuello en las jirafas macho modernas. Las adaptaciones del cuello de Discokeryx ayudan a los científicos a comprender mejor la evolución del cuello de las jirafas..
Comparado a animales modernos que se pelean a cabezazos D. xiezhi poseía la cabeza más optimizada para esta meta, con un cráneo que protegía el cerebro con mayor eficiencia que el resto de mamíferos. Isótopos de esmalte dental indican que la especie era un herbívoro de pradera que bebía de diversas fuentes de agua, sus hábitats incluyeron áreas a las que sus contemporáneos no estuvieron adaptados.

## Etimología
La  especie tipo y única del género, Discokeryx xiezhi, recibe su nombre específico del xiezhi, una criatura mítica china con un cuerno. El nombre del género significa "cuerno en forma de disco".